# میوکوو (استان اشوی‌داشکسیه)
میوکوو (به لهستانی: Miłków) یک منطقهٔ مسکونی در لهستان است که در گمینا بوزخوو واقع شده‌است.